# Eryngium alpinum
Eryngium alpinum  es una especie de planta fanerógama del género Eryngium, familia de las apiáceas.

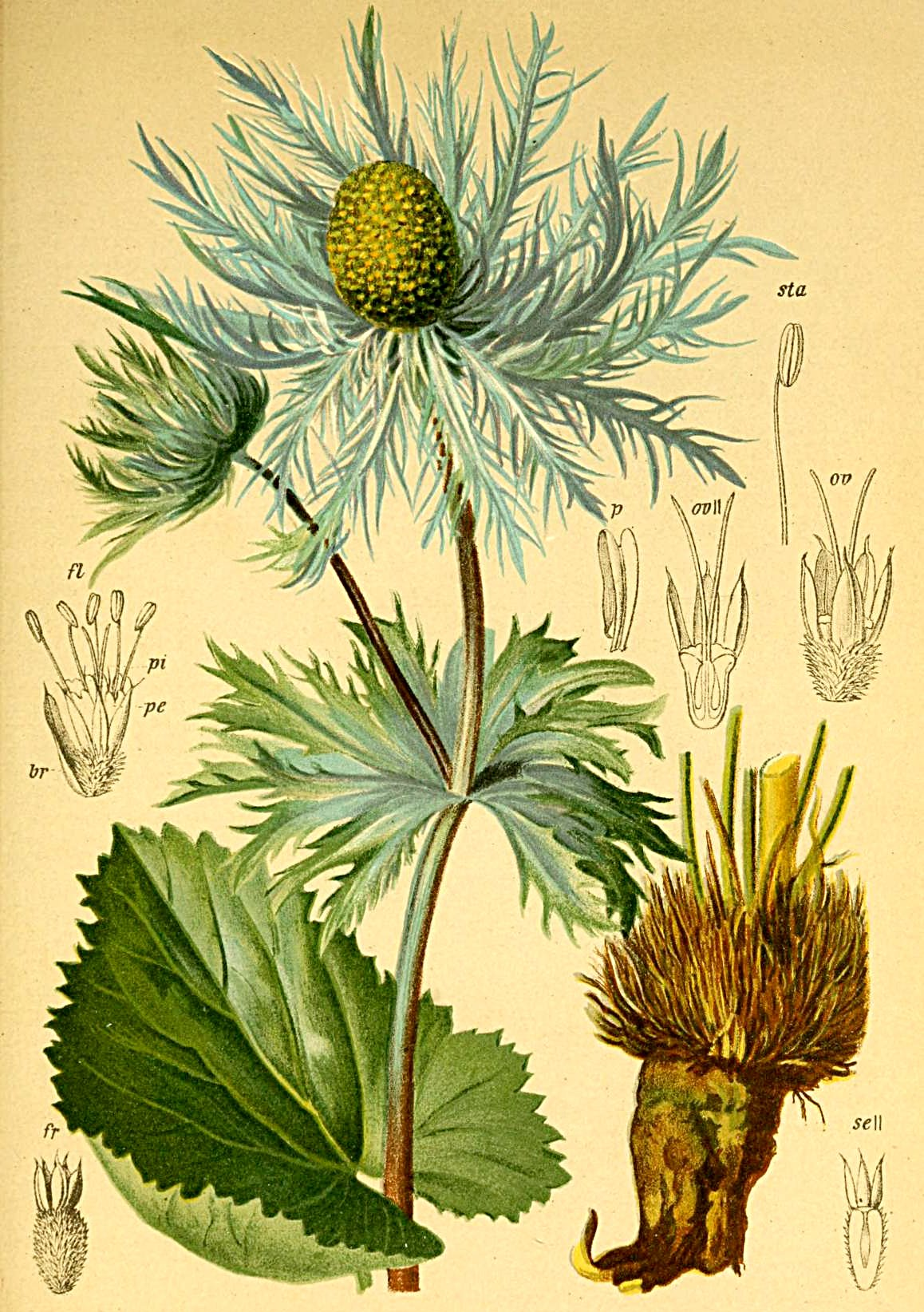
Ilustración

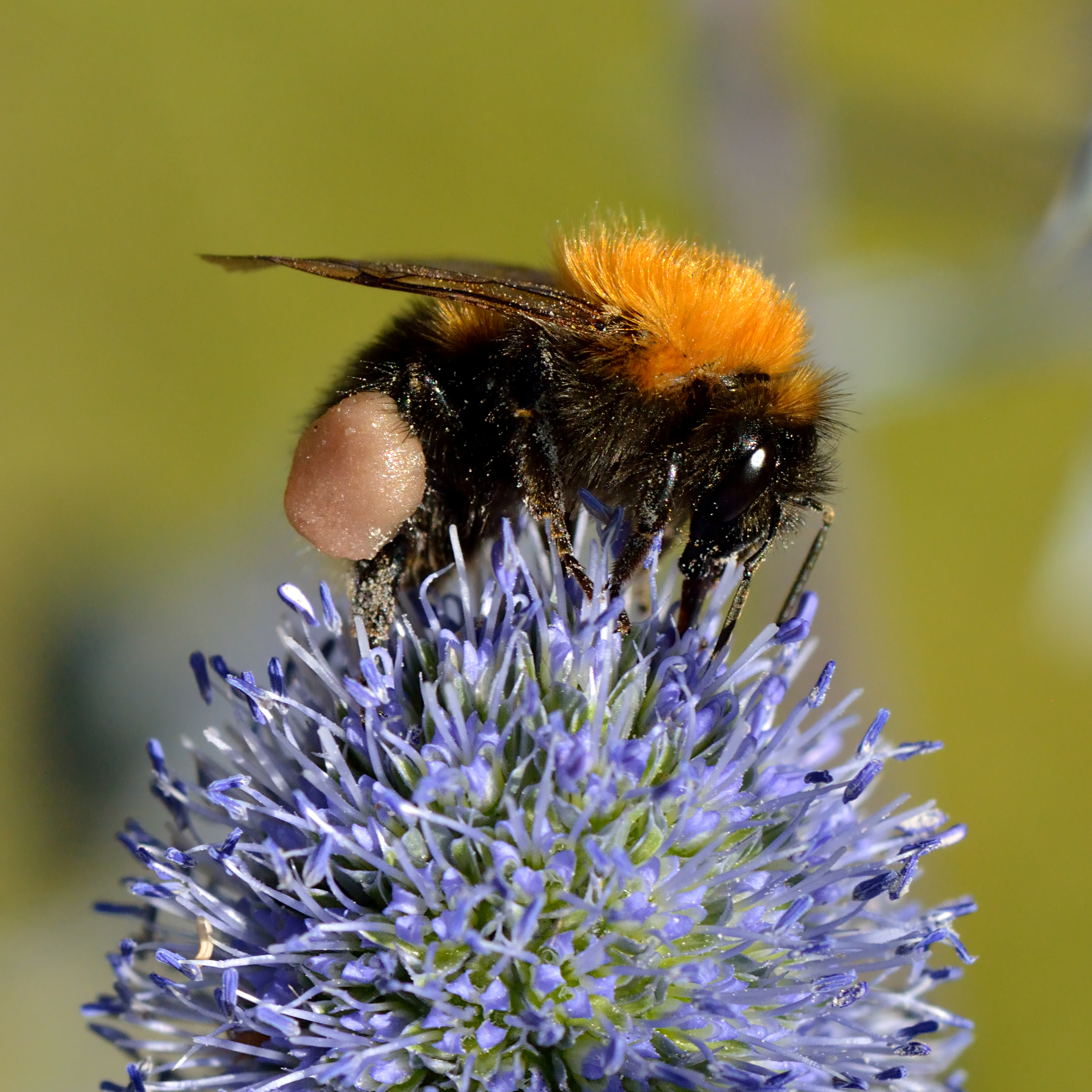
Flores de Eryngium alpinum y el abejorro Bombus hypnorum

## Distribución
Es nativa de los Alpes, Jura y noroeste de las montañas de los Balcanes.

## Descripción
Es una herbácea perenne que llega a 6 dm de altura, con  hojas espinosas de 8-15 cm de longitud. Las flores son azulinas a blancas,  producidas en densas umbelas de 4 cm de largo y 2 cm de diámetro; con brácteas basales con un anillo blanco a violeta o azul. Especie que se utiliza como planta de rocalla y también para utilizar sus flores cortadas que se emplean en la formación de ramos y arreglos florales. Prefiere exposición a pleno sol y suelos bien drenados. Los riegos deben ser moderados, evitándose el estancamiento del agua. Soporta las heladas moderadas y los suelos calizos. La multiplicación puede hacerse por medio de semillas o por división de la cepa basal. Existen algunas variedades de culti- vo, entre las que destacan los cultivares ‘Amethyst’ y ‘Opal’ por las tonalida- desde sus inflorescencias, especialmente de las brácteas que las rodean. 
Se la cultiva como planta ornamental por sus cabezas florales bracteosas, muy contrastantes para jardines.

## Taxonomía
Eryngium alpinum fue descrita por Carlos Linneo y publicado en Species Plantarum 1: 233. 1753.
Etimología
Ver: Eryngium
alpinum: epíteto geográfico que se refiere a su localización en lugares de montaña Alpes.